# 来托利

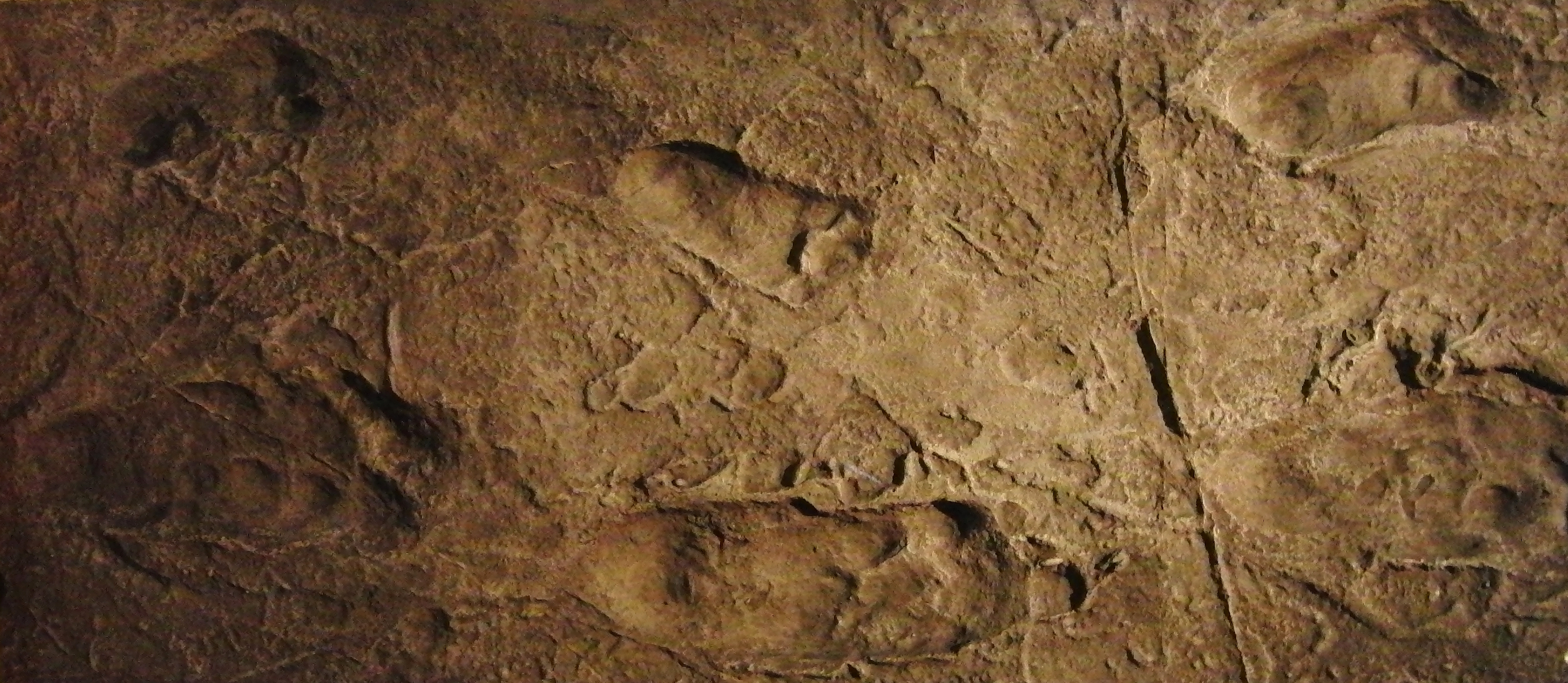
东京国立科学博物馆展出的“来托利脚印”复制品

来托利（英文：Laetoli）是坦桑尼亚北部的一处考古遗址，位于奥杜瓦伊峡谷以南45公里处，其历史可追溯至上新世到更新世时期。1976年，英国考古学家瑪麗·李奇和她的团队在此地的火山灰中发现了古人类脚印化石，并于1978年挖掘采集。这些脚印被称作“来托利脚印”（英文：Laetoli footprints），为上新世古人类的双足行走理论提供了确凿的证据，得到了学者和公众的高度认可。
2°59′46″S 35°21′09″E / 2.99611°S 35.35250°E